# 貞信府主
貞信府主（13世纪—1319年），高丽王朝嫔御。高丽忠烈王的夫人。
王氏是宗室始安公王絪之女，襄阳公王恕孙女，高丽神宗的曾孙女。忠烈王即位，冊爲貞和宮主。1276年（高丽忠烈王二年），有人给達魯花赤石抹天衢投匿名書，在路上大呼：“有衣則衣，有食則食，勿爲他人所得。”第二天，達魯花赤告知忠烈王及齊國大长公主，说：“貞和宮主失寵，使女巫呪詛公主。”公主派人将貞信府主囚禁在螺匠家，封其府庫。幸亏柳璥上奏力辨得以釋放。貞和宮主居住在別宮，與忠烈王不再相见。齊國公主死后，高丽忠宣王受內禪，奉迎忠烈王及貞和宮主上壽。貞和宮主生江陽公王滋、靜寧院妃、明順院妃。1319年（高丽忠肅王六年）貞信府主卒。